# 桑沢清明
桑沢 清明（くわさわ きよあき、1938年 - 2014年6月27日）は、日本の生物学者。専門は、神経生物学。

## 略歴
長野県諏訪市出身。長野県諏訪清陵高等学校を経て、1962年東京教育大学（現・筑波大学）理学部生物学科卒業。1967年同大学大学院理学研究科博士課程修了。東京都立大学理学部助手を経て、1975年同大学理学部助教授。1983年同大学理学部教授。同大学大学院理学研究科長。2001年同大学定年退官後、同大学大学院名誉教授。2003年岡山理科大学理学部教授。

## 著書

### 単著
- 『生物学-系統看護学講座 基礎』 医学書院 2004年

### 共著
- 『もうひとつの脳-微小脳の研究入門』 山口恒夫、冨永佳也 共著 培風館 2005年

## 受賞歴
- 動物学会賞 1999年